# Primera División de Bosnia y Herzegovina 1999-2000
El Campeonato Nacional 1999/2000 fue la sexta edición de la Primera División de Bosnia y Herzegovina, El club NK Brotnjo Čitluk consiguió su primer título de liga.
El torneo se dividió en dos fases, la primera se disputó en dos grupos uno para clubes de origen bosnio y el segundo para clubes de origen croata. Clasificaron para las semifinales los cinco primeros del grupo bosnio junto con los tres primeros del grupo croata o Herceg-Bosnia. La Segunda fase o semifinales se disputaron en dos grupos de cuatro clubes, clasificando a la final los dos vencedores de cada grupo.
En vista de la unificación de las dos ligas para la temporada venidera los once primeros equipos del grupo bosnio, junto con los nueve primeros del grupo croata fueron admitidos en la Premijer Liga 2000/01.

## Primera Fase

### Grupo Bosnio
|  |     | Equipo               | PJ | PG | PE | PP | GF | GC | DG  | PTS |
|  | --- | -------------------- | -- | -- | -- | -- | -- | -- | --- | --- |
|  | 1.  | Jedinstvo Bihac      | 30 | 18 | 3  | 9  | 46 | 22 | +24 | 57  |
|  | 2.  | Željezničar Sarajevo | 30 | 17 | 5  | 8  | 58 | 32 | +26 | 56  |
|  | 3.  | FK Sarajevo          | 30 | 16 | 7  | 7  | 54 | 24 | +30 | 55  |
|  | 4.  | Rudar Kakanj         | 30 | 16 | 6  | 8  | 41 | 28 | +13 | 54  |
|  | 5.  | Budućnost Banovići   | 30 | 15 | 8  | 7  | 38 | 21 | +17 | 53  |
|  | 6.  | Ðerzelez Zenica      | 30 | 15 | 7  | 8  | 49 | 36 | +13 | 52  |
|  | 7.  | Velež Mostar         | 30 | 14 | 6  | 10 | 59 | 37 | +22 | 48  |
|  | 8.  | Sloboda Tuzla        | 30 | 14 | 5  | 11 | 41 | 31 | +10 | 47  |
|  | 9.  | Celik Zenica         | 30 | 13 | 8  | 9  | 45 | 36 | +9  | 47  |
|  | 10. | Iskra Bugojno        | 30 | 10 | 8  | 12 | 33 | 32 | +1  | 38  |
|  | 11. | Krajina Cazin        | 30 | 11 | 4  | 15 | 31 | 36 | -5  | 37  |
|  | 12. | Bosna Visoko         | 30 | 10 | 6  | 14 | 34 | 36 | -2  | 36  |
|  | 13. | TOSK Tesanj          | 30 | 9  | 8  | 13 | 28 | 35 | -7  | 35  |
|  | 14. | Radnicki Lukavac     | 30 | 9  | 4  | 17 | 25 | 47 | -22 | 31  |
|  | 15. | Gradina Srebrenik    | 30 | 7  | 3  | 20 | 18 | 67 | -49 | 24  |
|  | 16. | Drina Zvornik        | 30 | 2  | 0  | 28 | 17 | 97 | -80 | 6   |

### Grupo Croata (Herzeg-Bosnia)
|  |     | Equipo          | PJ | PG | PE | PP | GF | GC | DG  | PTS |
|  | --- | --------------- | -- | -- | -- | -- | -- | -- | --- | --- |
|  | 1.  | NK Posušje      | 26 | 19 | 4  | 3  | 54 | 14 | +40 | 61  |
|  | 2.  | Brotnjo Čitluk  | 26 | 18 | 3  | 5  | 63 | 21 | +42 | 57  |
|  | 3.  | Široki Brijeg   | 26 | 14 | 6  | 6  | 53 | 23 | +30 | 48  |
|  | 4.  | HNK Capljina    | 26 | 13 | 5  | 8  | 42 | 34 | +8  | 44  |
|  | 5.  | NK Kiseljak     | 26 | 13 | 4  | 9  | 37 | 27 | +10 | 43  |
|  | 6.  | Zrinjski Mostar | 26 | 12 | 7  | 7  | 45 | 30 | +15 | 43  |
|  | 7.  | HNK Ljubuški    | 26 | 10 | 10 | 6  | 45 | 22 | +23 | 40  |
|  | 8.  | HNK Orašje      | 26 | 11 | 2  | 13 | 39 | 32 | +7  | 35  |
|  | 9.  | Troglav Livni   | 26 | 10 | 1  | 15 | 27 | 40 | -13 | 31  |
|  | 10. | NK GOŠK Gabela  | 26 | 7  | 4  | 15 | 25 | 62 | -37 | 25  |
|  | 11. | NK Vitez        | 26 | 6  | 7  | 13 | 17 | 42 | -25 | 25  |
|  | 12. | NK Žepce        | 26 | 7  | 2  | 17 | 24 | 52 | -28 | 23  |
|  | 13. | Redarstvenik    | 26 | 6  | 4  | 16 | 21 | 50 | -20 | 22  |
|  | 14. | HNK Stolac      | 26 | 4  | 5  | 17 | 12 | 55 | -43 | 17  |

## Playoff por el título
Los ocho equipos fueron divididos en dos grupos de 4 clubes. Los ganadores de ambos grupos disputan la final en partidos de ida y de vuelta. En caso de llegar en igualdad de puntos fue suficiente para ganar el grupo al equipo con el mejor resultado en los partidos directos.

### Grupo A
|  |    | Equipo               | PJ | PG | PE | PP | GF | GC | DG | PTS |
|  | -- | -------------------- | -- | -- | -- | -- | -- | -- | -- | --- |
|  | 1. | Budućnost Banovići   | 6  | 4  | 0  | 2  | 10 | 7  | +3 | 12  |
|  | 2. | Siroki Brijeg        | 6  | 4  | 0  | 2  | 8  | 7  | +1 | 12  |
|  | 3. | NK Posusje           | 6  | 2  | 1  | 3  | 8  | 8  | 0  | 7   |
|  | 4. | Željezničar Sarajevo | 6  | 1  | 1  | 4  | 4  | 8  | -4 | 4   |

### Grupo B
|  |    | Equipo          | PJ | PG | PE | PP | GF | GC | DG  | PTS |
|  | -- | --------------- | -- | -- | -- | -- | -- | -- | --- | --- |
|  | 1. | Brotnjo Čitluk  | 6  | 4  | 0  | 2  | 12 | 7  | +5  | 12  |
|  | 2. | Jedinstvo Bihac | 6  | 4  | 0  | 2  | 10 | 6  | +4  | 12  |
|  | 3. | FK Sarajevo     | 6  | 4  | 0  | 2  | 14 | 6  | +8  | 12  |
|  | 4. | Rudar Kakanj    | 6  | 0  | 0  | 0  | 2  | 19 | -17 | 0   |

Leyenda: 

      Accede a la final

### Final
La final se disputó el 13 y el 15 de junio de 2000. El club Brotnjo Čitluk gana el campeonato gracias a la regla del gol fuera de casa.
|  | Budućnost Banovići | 1:1 | Brotnjo Čitluk |  |  |

|  | Brotnjo Čitluk | 0:0 | Budućnost Banovići |  |  |